# 트라탈리아스
트라탈리아스(Tratalias)는 이탈리아 사르데냐 섬의 수드사르데냐도에 있는 코무네로, 칼리아리에서 남서쪽으로 약 50 킬로미터 (31 mi) 떨어져 있으며 카르보니아에서 남동쪽으로 약 8 킬로미터 (5 mi) 떨어져 있다.
트라탈리아스는 다음 코무네와 접한다: 카르보니아, 지바 (사르데냐), 페르다시우스, 피시나스, 산조반니수에르지우, 빌라페루초. 옛 산타 마리아 디 몬세라토 대성당은 사르데냐 로마네스크 건축의 예이다. 1213년에서 1282년에 건축되었으며, 두 줄의 롬바르드 띠와 장미창이 있는 파사드가 있다. 내부는 본당과 두 개의 통로, 반원형 앱스가 있는 직사각형 평면을 가지고 있다.